# Пойнсіана (Флорида)
Пойнсіана (англ. Poinciana) — переписна місцевість (CDP) в США, в округах Полк і Осіола штату Флорида. Населення — 69 309 осіб (2020).

## Географія
Пойнсіана розташована за координатами 28°7′7″ пн. ш. 81°28′45″ зх. д. / 28.11861° пн. ш. 81.47917° зх. д. (28.118729, -81.479234). За даними Бюро перепису населення США в 2010 році переписна місцевість мала площу 188,88 км², з яких 186,16 км² — суходіл та 2,72 км² — водойми.

## Демографія
Згідно з переписом 2010 року, у переписній місцевості мешкали 53 193 особи в 16 930 домогосподарствах у складі 13 885 родин. Густота населення становила 282 особи/км². Було 21318 помешкань (113/км²).
Расовий склад населення:
| - 56,4 % — білих - 24,5 % — чорних або афроамериканців - 1,8 % — азіатів - 0,7 % — корінних американців - 0,2 % — вихідців з тихоокеанських островів - 11,4 % — осіб інших рас |

До двох чи більше рас належало 5,0 %. Частка іспаномовних становила 51,2 % від усіх жителів.
За віковим діапазоном населення розподілялося таким чином: 29,3 % — особи молодші 18 років, 57,5 % — особи у віці 18—64 років, 13,2 % — особи у віці 65 років та старші. Медіана віку мешканця становила 35,1 року. На 100 осіб жіночої статі у переписній місцевості припадало 92,5 чоловіків; на 100 жінок у віці від 18 років та старших — 88,3 чоловіків також старших 18 років.
Середній дохід на одне домашнє господарство становив 47 719 доларів США (медіана — 39 839), а середній дохід на одну сім'ю — 51 240 доларів (медіана — 43 357). Медіана доходів становила 28 891 долар для чоловіків та 28 062 долари для жінок. За межею бідності перебувало 23,9 % осіб, у тому числі 38,2 % дітей у віці до 18 років та 12,4 % осіб у віці 65 років та старших.
Цивільне працевлаштоване населення становило 20 717 осіб. Основні галузі зайнятості: мистецтво, розваги та відпочинок — 24,2 %, освіта, охорона здоров'я та соціальна допомога — 20,4 %, роздрібна торгівля — 17,9 %.